# Prato Sport Club 1929-1930
Questa voce raccoglie le informazioni riguardanti il Prato Sport Club nelle competizioni ufficiali della stagione 1929-1930.

## Stagione
Nella stagione 1929-1930, prima stagione di Serie B a girone unico, il Prato ripescato nel campionato cadetto, chiude il torneo al 17º posto con 17 punti in classifica, venendo retrocesso in Prima Divisione. La squadra biancoazzurra affidata al tecnico ungherese György Kőszegy raccoglie 11 punti nel girone di andata e solo 6 punti nel girone di ritorno, retrocedendo con Fiumana, Reggiana e Biellese. Il Prato non si dimostra adeguato all'impegnativa categoria, realizza 27 reti, ma ne subisce 72. Sono salite in Serie A il Casale ed il Legnano.

## Organigramma societario
Area direttiva
- Commissario straordinario: Brunellesco Bacci, poi presidente Edo Renato Risaliti, poi commissario straordinario Diego Sanesi
- Segretario: Lorenzo Ferroni
- Cassiere: Guido Calamai

Area tecnica
- Allenatore: György Kőszegy

## Rosa
| N. |                   | Ruolo | Calciatore           |
| -- | ----------------- | ----- | -------------------- |
|    | Italia (bandiera) | P     | Wisman Gori          |
|    | Italia (bandiera) | P     | Giovanni Pesce       |
|    | Italia (bandiera) | D     | Mario Canestri       |
|    | Italia (bandiera) | D     | Nello Corti          |
|    | Italia (bandiera) | D     | Alberto Cuttin       |
|    | Italia (bandiera) | C     | Rolando Bardazzi     |
|    | Italia (bandiera) | C     | Guido Bosio          |
|    | Italia (bandiera) | C     | Selvaggio Morelli    |
|    | Italia (bandiera) | C     | Walter Piccioli      |
|    | Italia (bandiera) | C     | Otello Zampoli       |
|    | Italia (bandiera) | A     | Bruno Degl'Innocenti |

| N. |                   | Ruolo | Calciatore       |
| -- | ----------------- | ----- | ---------------- |
|    | Italia (bandiera) | A     | Alberto Dini     |
|    | Italia (bandiera) | A     | Augusto Ferrais  |
|    | Italia (bandiera) | A     | Mario Gelada     |
|    | Italia (bandiera) | A     | René Grassi      |
|    | Italia (bandiera) | A     | Mario Marini     |
|    | Italia (bandiera) | A     | Giovanni Mazzoni |
|    | Italia (bandiera) | A     | Corinto Miliotti |
|    | Italia (bandiera) | A     | Faliero Mochi    |
|    | Italia (bandiera) | A     | Leoniero Querci  |
|    | Italia (bandiera) | A     | Avito Vinattieri |

## Risultati

### Serie B

#### Girone di andata
| Arbitro: | Ciamberlini (Genova) |

|                        |           |             |
| Patuzzi 42’ Bucchi 72’ | Marcatori | 68’ Ferrais |

| Prato 13 ottobre 1929 2ª giornata | Prato              | 0 – 0 | Atalanta | Campo Vittorio Veneto\| Arbitro: \| Scorzoni (Bologna) \| |
| Arbitro:                          | Scorzoni (Bologna) |       |          |                                                           |

| Arbitro: | Bonello (Venezia) |

|                                   |           |                    |
| Gianelli 20’ D. Gay 55’ Bruno 57’ | Marcatori | 80’ Degl'Innocenti |

| Arbitro: | Melandri (Genova) |

|                   |           |             |
| Versaldi 15’, 71’ | Marcatori | 46’ Ferrais |

| Arbitro: | Bruna (Venezia) |

|                               |           |                           |
| L. Querci 14’ C. Miliotti 15’ | Marcatori | 6’ Engel 51’ (aut.) Corti |

| Arbitro: | Garbieri (Genova) |

|                                                                  |           |                            |
| Cuttin 38’ (rig.) Gelada 40’ G. Mazzoni 60’ C. Miliotti 73’, 75’ | Marcatori | 14’ Gabba 24’ (aut.) Pesce |

| Arbitro: | Malagodi (Ferrara) |

|                          |           |             |
| Civinini 34’ Gambino 63’ | Marcatori | 31’ Ferrais |

| Arbitro: | Giulini (Lodi) |

|             |           |                  |
| Ferrais 42’ | Marcatori | 86’ Spadavecchia |

| Firenze 8 dicembre 1929 9ª giornata | Fiorentina     | 0 – 0 | Prato | Stadio Velodromo Libertas\| Arbitro: \| Lenti (Genova) \| |
| Arbitro:                            | Lenti (Genova) |       |       |                                                           |

| Arbitro: | R. Barlassina (Novara) |

|                 |           |  |
| C. Miliotti 88’ | Marcatori |  |

| Arbitro: | Ciamberlini (Genova) |

|                                                          |           |                  |
| Montesanto 7’ Giuge 21’, 89’ G. Rossi 44’ V. Bonello 52’ | Marcatori | 34’ (rig.) Bosio |

| Prato 5 gennaio 1930 12ª giornata | Prato                 | 0 – 0 | Biellese | Campo Vittorio Veneto\| Arbitro: \| Dalle Molle (Vicenza) \| |
| Arbitro:                          | Dalle Molle (Vicenza) |       |          |                                                              |

| Arbitro: | Cugnini (Ancona) |

|                    |           |              |
| M. Marini 21’, 88’ | Marcatori | 56’ Lombatti |

| Arbitro: | Scarpi (Dolo) |

|                          |           |  |
| M. Marini 17’ Gelada 25’ | Marcatori |  |

| Arbitro: | Sassi (Roma) |

|                                                                    |           |  |
| Costantino 9’ Scategni 10’, 25’, 44’ Bottaro 17’, 21’ Amitrani 55’ | Marcatori |  |

| Arbitro: | Scarpi (Dolo) |

|                        |           |                                                |
| Cuttin 16’, 44’ (rig.) | Marcatori | 10’ Demarchi 36’ Gardini 61’ (aut.) G. Mazzoni |

| Arbitro: | Cugnini (Ancona) |

|                                        |           |  |
| Vaccari 49’, 75’ Quaglietti 58’ (rig.) | Marcatori |  |

#### Girone di ritorno
| Arbitro: | Mastellari (Bologna) |

|                         |           |                         |
| M. Marini 73’ Bosio 85’ | Marcatori | 15’ Dalfini 50’ Patuzzi |

| Arbitro: | Beretta (Novi Ligure) |

|          |           |               |
| Lodi 22’ | Marcatori | 21’ M. Marini |

| Arbitro: | Pessato (Monfalcone) |

|               |           |                         |
| M. Marini 63’ | Marcatori | 16’ Gianelli 80’ D. Gay |

| Arbitro: | Gonani (Ravenna) |

|            |           |  |
| Gelada 79’ | Marcatori |  |

| Arbitro: | De Crescenzo (Napoli) |

|                        |           |               |
| Tana 21’ Locatelli 80’ | Marcatori | 40’ L. Querci |

| Arbitro: | Serra (Bologna) |

|             |           |  |
| Aliatis 38’ | Marcatori |  |

| Arbitro: | U. Gama (Milano) |

|  |           |           |
|  | Marcatori | 70’ Barni |

| Arbitro: | Salvagno (Trieste) |

|                                     |           |  |
| Froglia 26’ Tomašić 67’ Sismich 82’ | Marcatori |  |

| Arbitro: | Mattea (Torino) |

|               |           |                   |
| M. Marini 83’ | Marcatori | 35’, 53’ Luchetti |

| Arbitro: | Sansoni (Venezia) |

|                                       |           |  |
| Piffer 74’ Rigotti 77’ Baccilieri 86’ | Marcatori |  |

| Arbitro: | P. Barlassina (Novara) |

|                   |           |                        |
| Cuttin 74’ (rig.) | Marcatori | 20’ Giuge 47’ G. Rossi |

| Arbitro: | Quilleri (Brescia) |

|                                                    |           |  |
| Lupo 37’ Tarlao 44’, 60’ Tibi 56’, 70’ Comello 63’ | Marcatori |  |

| Arbitro: | Carraro (Padova) |

|                   |           |  |
| Lombatti 64’, 67’ | Marcatori |  |

| Arbitro: | Gazzola (Torino) |

|                        |           |  |
| M. Canestri 33’ (aut.) | Marcatori |  |

| Arbitro: | Gandolfi (Torino) |

|                 |           |                                         |
| C. Miliotti 42’ | Marcatori | 30’ Scategni 74’ Rossini 80’ Costantino |

| Arbitro: | Mazzini (Bologna) |

|                                                           |           |               |
| Mattea 13’, 24’, 77’ Patrucchi 25’ Demarchi 26’, 71’, 75’ | Marcatori | 60’ L. Querci |

| Arbitro: | Fornarelli (Napoli) |

|                           |           |          |
| M. Marini 25’ Morelli 63’ | Marcatori | 50’ Poli |

## Statistiche

### Statistiche di squadra
| Competizione | Punti | In casa | In casa | In casa | In casa | In casa | In casa | In trasferta | In trasferta | In trasferta | In trasferta | In trasferta | In trasferta | Totale | Totale | Totale | Totale | Totale | Totale | DR   |
| Competizione | Punti | G       | V       | N       | P       | Gf      | Gs      | G            | V            | N            | P            | Gf           | Gs           | G      | V      | N      | P      | Gf     | Gs     | DR   |
| ------------ | ----- | ------- | ------- | ------- | ------- | ------- | ------- | ------------ | ------------ | ------------ | ------------ | ------------ | ------------ | ------ | ------ | ------ | ------ | ------ | ------ | ---- |
| Serie B      | 17    | 17      | 5       | 5       | 7       | 19      | 22      | 17           | 0            | 2            | 15           | 8            | 50           | 34     | 5      | 7      | 22     | 27     | 72     | - 45 |

### Statistiche dei giocatori
| Giocatore        | Serie B  | Serie B |
| Giocatore        | Presenze | Reti    |
| ---------------- | -------- | ------- |
| R.Bardazzi       | 15       | 0       |
| G. Bosio         | 31       | 2       |
| M.Canestri       | 11       | 0       |
| N. Corti         | 29       | 0       |
| A. Cuttin        | 28       | 3       |
| B.Degl'Innocenti | 28       | 1       |
| A.Dini           | 10       | 0       |
| A. Ferrais       | 9        | 4       |
| M. Gelada        | 29       | 2       |
| W. Gori          | 25       | 0       |
| R.Grassi         | 8        | 0       |
| M. Marini        | 28       | 8       |
| G. Mazzoni       | 22       | 0       |
| C. Miliotti      | 22       | 3       |
| F.Mochi          | 2        | 0       |
| S. Morelli       | 30       | 1       |
| L.Querci         | 23       | 3       |
| G.Pesce          | 9        | 0       |
| W.Piccioli       | 2        | 0       |
| A.Vinattieri     | 1        | 0       |
| O.Zampoli        | 12       | 0       |